# NHK 뉴스 오하이요 아오모리
NHK 뉴스 오아히요 아오모리(NHKニュースおはよう靑森)은 NHK 아오모리 방송국에서 방송되고 있는 아침 뉴스 프로그램이다.

## 방송 시간
- 월 ~ 금 오전 7시 45분 ~ 8시(15분)